# 霹靂國際多媒體
霹靂國際多媒體，簡稱「霹靂」，是一家臺灣的電視布袋戲企業，由黃強華和黃文擇兄弟所共同創辦。該公司以其繼承父親黃俊雄過去參與《雲洲大儒俠》的基礎上擴展布袋戲，現公司總部設於雲林縣虎尾鎮。工作室最出名的作品屬《霹靂布袋戲》系列，此外還曾發行《黑河戰記》、《天子傳奇之開周紀》、《火爆球王》、《東離劍遊紀》等作品。

## 歷史
1970年，黃俊雄在台灣電視公司（台視）編審組組長羅朝梁引介之下，《雲洲大儒俠》系列布袋戲登上電視舞台，於台視頻道播映共583集，一度創下97％的高收視率。然而到了1973年，行政院新聞局以「妨害農工作息」為由禁演電視布袋戲，造成1975年至1982年間布袋戲於台灣電視頻道絕跡。1982年後布袋戲解禁，黃俊雄布袋戲於老三台輪播，再次創下高收視率。
1988年，因黃俊雄母喪，黃家布袋戲停演一年；一年後復播，因錄影帶與第四台崛起，電視環境大變，黃俊雄布袋戲收視率降低。且電視台攝影棚無法配合黃家布袋戲更動改建，黃俊雄遂自創「美地塢廣播電視節目錄製有限公司」，自建攝影棚，轉戰新興的錄影帶界。
黃俊雄長子黃強華、次子黃文擇接手黃俊雄電視布袋戲團之後，先藉著之前黃俊雄打下一定的出租佔有率為籌碼基礎，接著對代理商調漲版權費，於1992年共同創立「大霹靂節目錄製有限公司」進入錄影帶市場。此外，黃家布袋戲在1988年《霹靂金光》劇集之後陸續帶出素還真、談無慾等新人物，之後則於《霹靂至尊》、《霹靂異數》、《霹靂狂刀》先後引出葉小釵、一頁書、亂世狂刀三名經典人物，從此獲得市場好評，並逐漸在有線電視頻道播放霹靂布袋戲節目。
1995年，有線電視頻道「U52」的經營者無法償還積欠霹靂的債務，遂將U52轉賣給霹靂。霹靂買下U52後，將其改名為「霹靂衛星電視台」進軍有線電視市場，一方面於自有頻道播放舊劇，一方面成立官方後援會「霹靂會」集合觀眾群，並發行霹靂會會刊、原聲帶。之後，霹靂陸續進行異業結盟，如與智冠科技合製電腦遊戲《霹靂幽靈箭》、和城邦文化旗下出版社「霹靂新潮社股份有限公司」共同發行書籍、與黃玉郎的玉皇朝集團及鄭問合作發售漫畫《大霹靂》等。2000年，霹靂發行電影《聖石傳說》，創下打敗《玩具總動員2》在台票房的紀錄。
2000年，大霹靂節目錄製公司改名為「霹靂國際多媒體股份有限公司」，下轄「製作部」、「霹靂衛星電視台」、「開發部」、「海外部」、「巨邦國際行銷股份有限公司」與「創世者網路股份有限公司」。

## 作品列表
- 《霹靂布袋戲》系列（1988年至今）
- 《黑河戰記》（1994年）
- 《狼城疑雲》（1998年，舞臺劇）
- 《聖石傳說》（2000年）
- 《火爆球王》（2000年）
- 《天子傳奇開周記》（2001年）
- 《神州風雲錄》
- 《梁祝西湖蝶夢》（2013年）
- 《奇人密碼－古羅布之謎》（2015年）[4][5]
- 《Thunderbolt Fantasy 東離劍遊紀》系列（與日本Nitro+、Good Smile Company合作，2016年-2025年）[6]
- 《刀說異數》
- 《蝶龍之亂》
- 《素還真》（2022年）[7]

## 製作團隊
從早期黃俊雄時代的美地塢廣播電視錄製有限公司，目前霹靂國際多媒體於雲林縣虎尾鎮擁有佔地逾萬坪的片廠。

### 工作人員
- 導演：王嘉祥、鄭保品
- 副導演：王泉修
- 執行導演：王嘉祥、鄭保品、劉金水
- 導播：[陳緯豪]、莊文祥、黃吉瑞、陳嘉良、黃皇喜
- 戲劇/現場指導：嚴宗裕、丁振清[8]（已退休）、林奎協、莊人銘、吳聖恩
- 特別拍攝：蔡銘仁、許浩業、黃世佑
- 資深動畫師：劉榮華

### 配音人員
所有的角色台詞都承襲傳統布袋戲的方式，一人配音，由黃文擇擔綱演出。
- 2021年11月，霹靂宣布執行口白交棒，由黃文擇之子黃滙峰、合作配音員蔡易軒接替正劇口白工作。[11]於《玄象裂變》後逐漸增加配音員賴秀慶、賴紘源、賴政君。

- 《霹靂英雄戰紀》重製系列由新配音陣容擔當，旁白：黃滙峰→賴政君；主要陣容為蔡易軒、林文明、黃冠維、靖宸、呆之音、張漢軒、郭雅瑂、葉于嘉、李奕彬...等等。

### 編劇
早期（約《霹靂異數》以前）由本名黃文章的黃強華主導
；到1993年的作品《霹靂狂刀》之前為王瑞碧、楊月卿等人所編寫。後設立專屬編劇組負責撰寫劇情，並由黃強華總審、指導，現今編劇團隊共有羅陵、周郎、太平、邱繼漢、東山、與別、逆鱗、亦云等人。

### 木偶與場景道具製作
早期無台場景大多皆由公司自組自搭，現除了資深佈景師傅江榮華及佈景組員，已細分木工組與場景設計組琢磨場景。早期電視布袋戲主要的木偶雕刻皆出自徐柄垣、沈春福之手，造型師傅則由郭何成（已退休）、陳延川（已退休）兩位接手，至今霹靂布袋戲專屬合作的雕刻師傅有邱明薪、涂信豪、洪劍山、戴志岳、黃偉晉、劉夢凡、洪裕傑等。造型部分其他皆由中生代造型人員樊仕清、蘇怡如、張嘉復負責。
武器部分，從早期現成的玩具、日常用品來充當劇中的兵器、道具。現今霹靂布袋戲團隊則自主製作兵器/道具，製作兵器/道具的人員由劉一德、石信一、梁益誠師傅及組員打造。

### 音樂
由於起初智慧財產權不發達，公司選用各種現成唱片。隨著智慧財產權的逐漸重視，霹靂布袋戲自1990年的《霹靂劫》起除了使用現成唱片、並兼夥同灰姑娘音樂製作公司合作、後於1998年與無非文化合作、2002年之後亦與動脈音樂合作至完全自產的戲劇配樂並發行各種原聲帶，亦是現今台灣少數有此能力的影視公司。現在霹靂布袋戲開始改為聘請人才制，主要專屬音樂製作人員包括風采輪、孫敬凡、黃建秦、賈愛國、丁天牧、隱劍47等。

### 發行
過去，霹靂國際多媒體會將最新出的劇情錄製成DVD（早期是錄影帶（VHS）、VCD），分送至出租店出租。維持每週五發行兩集新劇集的進度，代理商則為巨邦國際公司。
2009年9月12日起，霹靂布袋戲與合作五年之代理商「群體國際」結束代理關係，通路全面轉移至全家便利商店。自2013年1月12日起，通路擴展至統一超商，目前的發行通路以全家便利商店及統一超商為主，之後逐漸從出租更改為直接販售DVD光碟。

## 外部連結
- 霹靂布袋戲官方網站 - 霹靂網 （繁體中文）（页面存档备份，存于）
- 霹靂布袋戲FB官方專頁 （繁體中文）（页面存档备份，存于）
- 霹靂電影《聖石傳說》官方網站 （繁體中文）（页面存档备份，存于）
- 霹靂音樂之無非文化官方網站 （繁體中文）（页面存档备份，存于）
- 霹靂創世錄 （繁體中文）（页面存档备份，存于）